# Îles Orcades du Sud
Les îles Orcades du Sud sont un groupe de petites îles appartenant à un archipel situé dans l'océan Austral. Ces îles antarctiques se voient opposer les articles du traité sur l'Antarctique de 1959 qui, notamment, suspend toute souveraineté sur elles. Elles sont néanmoins revendiquées par le Royaume-Uni (comme partie du territoire antarctique britannique) et l'Argentine (comme partie de l'Antarctique argentin).
Les Orcades du Sud ont été découvertes, en novembre 1821, par le navigateur britannique James Weddell, puis en décembre par le britannique George Powell et l'américain Nathaniel Palmer, deux chasseurs de phoques.

## Stations scientifiques
L'archipel abrite deux stations scientifiques :
L'une, argentine, située sur l'île Laurie, est une station météorologique et climatique dénommée Orcadas. Il s'agit de la plus ancienne station en activité à ce jour. Le bâtiment initial de 1905, dit Casa Moneta, est aujourd'hui un musée. La base comprend 11 bâtiments dans lesquels les gardiens et chercheurs se relaient depuis 1904. Actuellement 14 personnes sont présentes (localisation : 60° 44′ 16.5″ S 44° 44′ 17.1″ O).
La seconde, le base antarctique Signy sur l'île Signy, appartient au British Antarctic Survey et mène des études biologiques concernant les populations marines et d'oiseaux de mer des environs.

## Géographie

### Topographie
Cet archipel s'étend sur 622 km2 et il est constitué de quatre principales îles. L'ensemble se trouve à environ 437 km à l'est des îles Shetland du Sud et à environ 649 km kilomètres à l'est-nord-est de l'extrémité septentrionale de la péninsule Antarctique.
| Nom                 | Superficie (km2) | Coordonnées                  |
| ------------------- | ---------------- | ---------------------------- |
| Île du Couronnement | 600              | 60° 35′ 34″ S, 45° 34′ 22″ O |
| Île Laurie          | 86               | 60° 42′ 58″ S, 44° 34′ 28″ O |
| Île Signy           | -                | 60° 42′ 22″ S, 45° 38′ 08″ O |
| Île Powell          | -                | 60° 41′ 04″ S, 45° 02′ 57″ O |
| Îles Larsen         | -                | 60° 36′ 02″ S, 46° 04′ 01″ O |
| Îles du Moine       | -                | 60° 40′ 00″ S, 45° 55′ 00″ O |

D'origine sédimentaire, 85 % des terres sont recouvertes de glaciers. Le point culminant est le mont Nivea avec 1 266 mètres d'altitude, situé sur l'île du Couronnement.

## Faune et flore
Outre le rare Pétrel des neiges, plusieurs colonies de manchots cohabitent sur ces îles : manchot à jugulaire, manchot papou et gorfou doré. Le principal intérêt scientifique de l'archipel porte sur les mousses et étendues herbeuses qu'on y trouve durant l'été. Certaines tourbes seraient vieilles de 4500 ans.

## Climat
Avec 280 jours de précipitations et seulement 520 heures d'ensoleillement annuels, l'archipel présente un climat des plus rigoureux : des vents puissants soufflent quasi constamment. Le temps est très souvent nuageux et les îles se trouvent fréquemment plongées dans le brouillard et l'humidité.
Bien que situées à une latitude voisine de celle de leurs homologues de l'hémisphère nord, les îles Orcades du Sud bénéficient d'un climat nettement plus froid. Les températures franchissent péniblement la barre des 0 °C durant l'été austral tandis que durant l'hiver austral elles sont voisines de −10 °C. Les valeurs extrêmes enregistrées pour les températures maximales et minimales sont respectivement de 12 °C et −44 °C. La mer est couverte de glace de fin avril à novembre.
| Mois                              | jan. | fév. | mars | avril | mai  | juin  | jui.  | août | sep. | oct. | nov. | déc. | année |
| --------------------------------- | ---- | ---- | ---- | ----- | ---- | ----- | ----- | ---- | ---- | ---- | ---- | ---- | ----- |
| Température minimale moyenne (°C) | −0,9 | −0,7 | −1,8 | −4,6  | −8,5 | −12,3 | −13,9 | −13  | −9,4 | −6   | −3,4 | −1,6 | −6,3  |
| Température moyenne (°C)          | 0,8  | 1    | 0,2  | −2,3  | −5,5 | −8,4  | −9,4  | −8,6 | −5,5 | −3,1 | −1,3 | 0,1  | −3,5  |
| Température maximale moyenne (°C) | 2,7  | 2,9  | 2    | −0,1  | −2,5 | −4,6  | −5,3  | −4,3 | −2   | 0,1  | 1,5  | 2,4  | −0,6  |
| Précipitations (mm)               | 43,9 | 73,5 | 73   | 73,4  | 62,6 | 52,1  | 44,8  | 51,6 | 48   | 48,2 | 44,7 | 46,4 | 662,2 |

## Protection
Des zones spécialement protégées de l'Antarctique (ZSPA/ASPA) sont situées sur 4 îles de l'archipel :
- Île Moe (ASPA-109) ;
- Île Lynch (ASPA-110) ;
- Sud de l'île Powell et îlots proches (ASPA-111) ;
- Nord de l'île du Couronnement (ASPA-114).

Les ZSPA sont des sites dotés de valeurs environnementales, scientifiques, historiques, esthétiques ou naturelles sauvages exceptionnelles, ou toute combinaison de ces caractéristiques, ainsi que les sites faisant l'objet de recherches scientifiques en cours ou programmées. Un permis est nécessaire pour y accéder.